# پروتیوانوو
پروتیوانوو (به لاتین: Protivanov) یک منطقهٔ مسکونی در جمهوری چک است که در ناحیه پروستییوو واقع شده‌است. پروتیوانوو ۱۸٫۸۲ کیلومتر مربع مساحت و ۱٬۰۶۲ نفر جمعیت دارد و ۶۶۲ متر بالاتر از سطح دریا واقع شده‌است.